# Nova Milanese
Nova Milanese – miejscowość i gmina we Włoszech, w regionie Lombardia, w prowincji Monza i Brianza.
Według danych na rok 2004 gminę zamieszkuje 22 060 osób, 4412 os./km².